# Aralez
Aralez – wieś w Armenii, w prowincji Ararat. W 2011 roku liczyła 2243 mieszkańców.